# Ángel Maldonado (futbolista)
Ángel Francisco Maldonado Gastélum (Los Mochis, 8 de septiembre de 1973) es un futbolista mexicano retirado y entrenador de porteros del equipo Veracruz. Jugaba de Guardameta.

## Trayectoria
Como entrenador de porteros:
- San Luis
- Tecos UAG
- Indios de Ciudad Juárez
- Lobos BUAP
- Universidad Católica de Chile
- Ohiggins Universidad de Chile
- Veracruz
- Atlas

Actualmente (2021) se desempeña como entrenador de porteros del Club Necaxa
Su primer equipo de fútbol profesional fue el Club América donde estuvo por 4 años para ser cedido al club filial el Querétaro FC de la Primera División A, luego fue transferido en 1999 a Veracruz club recién descendido del máximo circuito.
Su último club profesional fue Saltillo Soccer club filial de CF Monterrey y desde entonces se encuentra inactivo.

## Clubes
| Club                  | País   | Año         |
| --------------------- | ------ | ----------- |
| Club América          | México | 1991 - 1996 |
| Querétaro Fútbol Club | México | 1996 - 1998 |
| Veracruz              | México | 1999 - 2001 |
| Saltillo Soccer       | México | 2002        |

## Selección nacional
Fue miembro de la selección mexicana que participó en los Juegos Olímpicos de 1992 celebrados en Barcelona, España.

### Participaciones en Juegos Olímpicos
| Torneo                       | Sede      | Resultado    |
| ---------------------------- | --------- | ------------ |
| Juegos Olímpicos de 1992     | España    | Primera fase |
| Mundial Juvenil Australia 93 | Australia | Segunda Fase |

- Datos: Q8076853